# مطار دانو
مطار دانو (إيكاو: DFOA) هو مطارٌ للاستخدام العام يقع بالقرب من دانو، ضمن محافظة إيوبا [الإنجليزية]، في بوركينا فاسو.